# Cotton Ground
Cotton Ground es una localidad de San Cristóbal y Nieves en la Parroquia de Saint Thomas Lowland.
Se ubica a una altitud de 15 m sobre el nivel del mar en la Isla Nieves, 4 km al norte de Charlestown.
Según estimación 2010 cuenta con una población de 486 habitantes.